# Xiao Zhen
Xiao Zhen (16 de dezembro de 1976) é uma futebolista chinesa que atua como goleira.

## Carreira
Xiao Zhen integrou o elenco da Seleção Chinesa de Futebol Feminino, nas Olimpíadas de 2004. 